# La Bagatelle
La Bagatelle est une pièce de théâtre de Marcel Achard créée au Théâtre des Bouffes-Parisiens le 13 décembre 1958.

## Théâtre des Bouffes-Parisiens,1958
Du 13 décembre 1958 au 30 juin 1959 au Théâtre des Bouffes-Parisiens.
- Mise en scène : Jean Meyer
- Décors : Georges Wakhévitch
- Personnages et interprètes :
  - Victoria : Danièle Delorme
  - Larose : Yves Robert
  - Roméas : Pierre Mondy
  - Lessinger : Jean Galland
  - Conrad : Howard Vernon
  - Else : Dominique Arden
  - Manfred : Gunter Trippner
  - Jossorand : Michel Vocoret

## Au théâtre ce soir, 1976
La pièce est captée pour l'émission no  240.
- Mise en scène de Jean Meyer
- Décor : Georges Wakhévitch et Roger Harth
- Costumes : Donald Cardwell
- Distribution :
  - Victoria : Amarande
  - Roméas : Patrick Préjean
  - Larose : Jacques Balutin
  - Elsé : Brigitte Chamarande
  - Lessinger : Lefèvre-Bel
  - Conrad : Pierre Aufrey
  - Manfred : Didier Rousset
  - Josserand : Jean-Claude Leguay